# Diocesi di Cametá
La diocesi di Cametá (in latino Dioecesis Cametanensis) è una sede della Chiesa cattolica in Brasile suffraganea dell'arcidiocesi di Belém do Pará. Nel 2023 contava 412.000 battezzati su 559.000 abitanti. È retta dal vescovo Ivanildo Oliveira Almeida.

## Territorio
La diocesi comprende 10 comuni nella parte nord-orientale dello stato brasiliano di Pará: Baião, Breu Branco, Cametá, Igarapé-Miri, Limoeiro do Ajuru, Mocajuba, Novo Repartimento, Oeiras do Pará, Pacajá e Tucuruí.
Sede vescovile è la città di Cametá, dove si trova la cattedrale di San Giovanni Battista.
Il territorio ha una superficie complessiva di 48.310 km² ed è suddiviso in 20 parrocchie.

## Storia
La prelatura territoriale fu eretta il 29 novembre 1952 con la bolla Providentissimi consilium di papa Pio XII, ricavandone il territorio dall'arcidiocesi di Belém do Pará.
Il 6 febbraio 2013 la prelatura è stata elevata al rango di diocesi con la bolla Sinentibus rerum di papa Benedetto XVI.

## Cronotassi dei vescovi
Si omettono i periodi di sede vacante non superiori ai 2 anni o non storicamente accertati.
- Sede vacante (1952-1961)

- Cornélio Veerman, C.M. † (27 febbraio 1961 - 8 agosto 1969 dimesso)
  - Sede vacante (1969-1980)
- José Elias Chaves Júnior, C.M. † (21 maggio 1980 - 29 settembre 1999 dimesso)
- Jesús María Cizaurre Berdonces, O.A.R. (23 febbraio 2000 - 17 agosto 2016 nominato vescovo di Bragança do Pará)
- José Altevir da Silva, C.S.Sp. (27 settembre 2017 - 9 marzo 2022 nominato prelato di Tefé)[1]
- Ivanildo Oliveira Almeida, dal 12 aprile 2023

## Statistiche
La diocesi nel 2023 su una popolazione di 559.000 persone contava 412.000 battezzati, corrispondenti al 73,7% del totale.
| anno | popolazione | popolazione | popolazione | presbiteri | presbiteri | presbiteri | presbiteri                | diaconi | religiosi | religiosi | parrocchie |
| anno | battezzati  | totale      | %           | numero     | secolari   | regolari   | battezzati per presbitero | diaconi | uomini    | donne     | parrocchie |
| ---- | ----------- | ----------- | ----------- | ---------- | ---------- | ---------- | ------------------------- | ------- | --------- | --------- | ---------- |
| 1966 | 129.700     | 130.000     | 99,8        | 16         |            | 16         | 8.106                     |         | 16        | 22        | 6          |
| 1967 | 159.500     | 160.000     | 99,7        | 13         |            | 13         | 12.269                    |         |           | 27        | 6          |
| 1976 | 135.000     | 152.000     | 88,8        | 14         |            | 14         | 9.642                     |         | 16        | 35        | 8          |
| 1980 | 165.000     | 187.000     | 88,2        | 19         |            | 19         | 8.684                     |         | 20        | 29        | 9          |
| 1990 | 327.000     | 364.000     | 89,8        | 15         | 1          | 14         | 21.800                    |         | 14        | 50        | 7          |
| 1999 | 383.000     | 425.000     | 90,1        | 15         | 9          | 6          | 25.533                    |         | 6         | 47        | 8          |
| 2000 | 378.000     | 420.000     | 90,0        | 16         | 9          | 7          | 23.625                    |         | 9         | 39        | 8          |
| 2001 | 321.200     | 411.824     | 78,0        | 17         | 9          | 8          | 18.894                    |         | 9         | 36        | 8          |
| 2002 | 321.200     | 411.824     | 78,0        | 15         | 9          | 6          | 21.413                    |         | 14        | 36        | 9          |
| 2003 | 287.700     | 411.657     | 69,9        | 17         | 10         | 7          | 16.923                    |         | 7         | 39        | 10         |
| 2004 | 287.700     | 411.657     | 69,9        | 18         | 11         | 7          | 15.983                    |         | 7         | 38        | 10         |
| 2012 | 348.000     | 459.000     | 75,8        | 23         | 18         | 5          | 15.130                    | 7       | 13        | 9         | 10         |
| 2013 | 351.000     | 463.000     | 75,8        | 23         | 18         | 5          | 15.260                    | 7       | 8         | 39        | 11         |
| 2016 | 380.000     | 558.000     | 68,1        | 28         | 24         | 4          | 13.571                    | 7       | 6         | 38        | 20         |
| 2019 | 406.000     | 552.185     | 73,5        | 28         | 22         | 6          | 14.500                    | 18      | 8         | 31        | 20         |
| 2021 | 407.200     | 552.180     | 73,7        | 31         | 24         | 7          | 13.135                    | 18      | 12        | 28        | 20         |
| 2023 | 412.000     | 559.000     | 73,7        | 31         | 26         | 5          | 13.290                    | 18      | 8         | 24        | 20         |